# 名古屋市立川原小学校
名古屋市立川原小学校（なごやしりつ かわはらしょうがっこう）は、愛知県名古屋市昭和区萩原町にある公立小学校。

## 概要
- 折戸町、川原通1-6丁目、川原通8丁目の一部、西畑町、萩原町、向山町、山中町1丁目、山花町などが通学区域であり、公立中学校の進学先は名古屋市立川名中学校である[1]。
- くすのき学園内に分校（川原小学校分校）がある。

## 沿革
- 1957年（昭和32年）6月12日 - 名古屋市立広路小学校の分校として設置される。
- 1959年（昭和34年）9月1日 - 独立し、名古屋市立川原小学校として開校する。
- 1972年（昭和47年） - 伊勝町に分校を設置する。
- 1975年（昭和50年）4月 - 分校が名古屋市立伊勝小学校として独立する。
- 2010年（平成22年） - くすのき学園（情緒障害児学級）が滝川小学校から川原小学校に移る。
- 2013年（平成25年） - くすのき学園が児童福祉センターに移転。同時にくすのき学園内に川原小学校分校を設置する。

## 交通アクセス
- 名古屋市営地下鉄鶴舞線川名駅下車、徒歩約15分。

## 周辺施設
- 椙山女学園中学校・高等学校
- 名古屋市立川名中学校
- 名古屋市立伊勝小学校
- 名古屋市立広路小学校
- 名古屋市児童福祉センター